# Norwood Young America
Norwood Young America est une ville américaine située dans le Comté de Carver, dans le Minnesota. Selon le recensement de 2010, sa population est de 3 549 habitants.

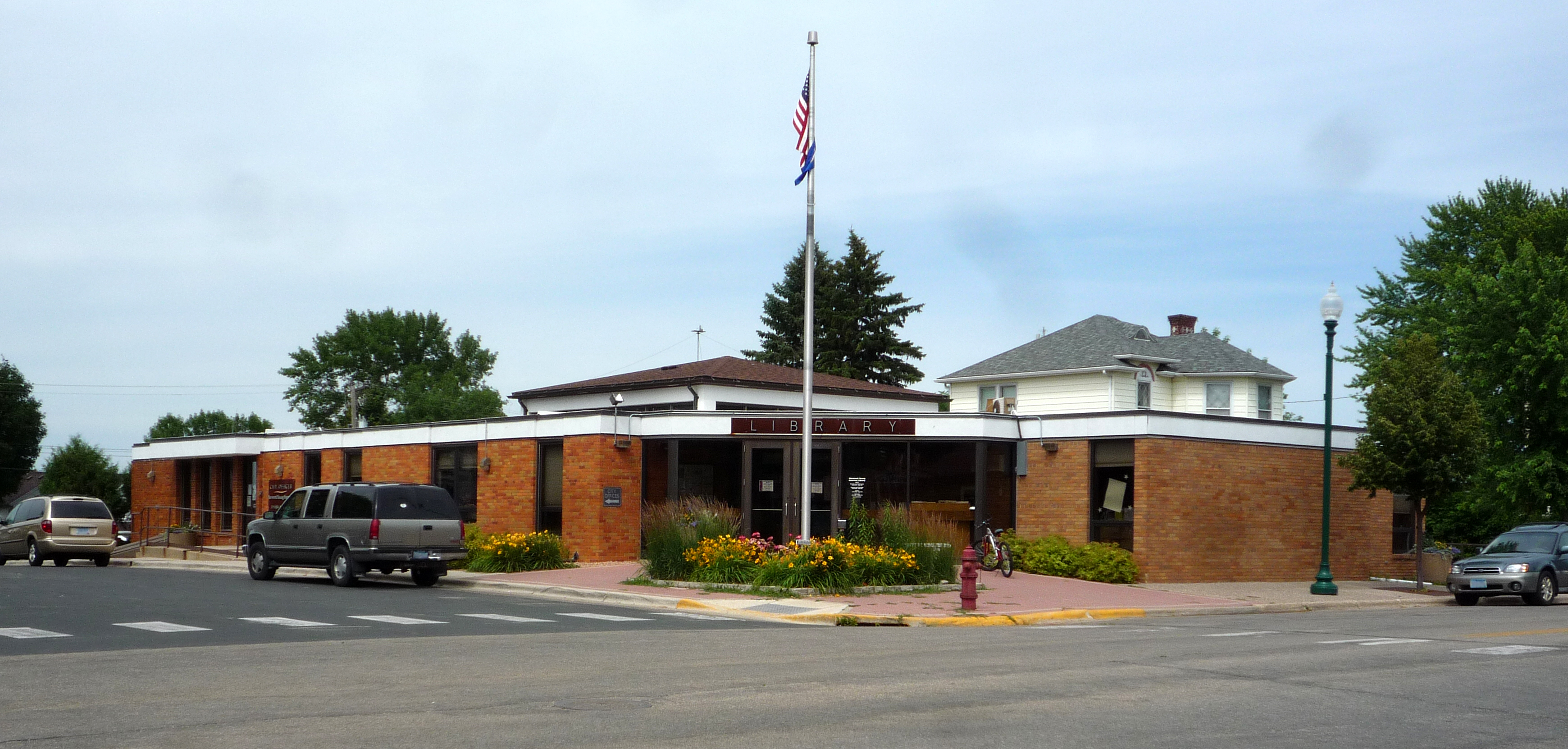
Hôtel de ville et bibliothèque